# Copa del Rey de hockey hielo 2017
La XL edición de la Copa del Rey de hockey hielo se celebró entre el 21 y el 22 de enero de 2017, en la Pista de Hielo Francisco Fernández Ochoa de Valdemoro.
En ella participaron los dos primeros clasificados de cada grupo de la Superliga Española de Hockey Hielo al término de la primera fase, y fueron SAD Majadahonda, FC Barcelona, CH Txuri-Urdin y CH Jaca.
Este campeonato se jugó con el formato "Final Four" (a partido único en semifinales y final), donde el primer clasificado de un grupo se enfrenta al segundo clasificado del otro grupo y los vencedores juegan la final.

## Eliminatorias
|  | Semifinales     | Semifinales     | Semifinales    |                |         | Final   | Final | Final |  |
|  |                 |                 |                |                |         |         |       |       |  |
|  |                 |                 |                |                |         |         |       |       |  |
|  | CH Jaca         | CH Jaca         | 5              |                |         |         |       |       |  |
|  | CH Jaca         | CH Jaca         | 5              |                |         |         |       |       |  |
|  | SAD Majadahonda | SAD Majadahonda | 0              |                |         |         |       |       |  |
|  | SAD Majadahonda | SAD Majadahonda | 0              |                | CH Jaca | CH Jaca | 2     |       |  |
|  |                 |                 |                |                | CH Jaca | CH Jaca | 2     |       |  |
|  |                 |                 | CH Txuri-Urdin | CH Txuri-Urdin | 1       |         |       |       |  |
|  | CH Txuri-Urdin  | CH Txuri-Urdin  | CH Txuri-Urdin | CH Txuri-Urdin | 1       | 4       |       |       |  |
|  | CH Txuri-Urdin  | CH Txuri-Urdin  |                |                |         | 4       |       |       |  |
|  | FC Barcelona    | FC Barcelona    | 2              |                |         |         |       |       |  |
|  | FC Barcelona    | FC Barcelona    | 2              |                |         |         |       |       |  |
|  |                 |                 |                |                |         |         |       |       |  |

| Campeón             |
| CH Jaca 13.º título |